# Vensigaar
De vensigaar (Sigara scotti) is een wants uit de familie van de Corixidae (Duikerwantsen). De soort werd het eerst wetenschappelijk beschreven door Douglas & Scott in 1868.

## Uiterlijk
De zwartbruine wants is, als volwassen dier, altijd macropteer (langvleugelig) en kan 5 tot 6 mm lang worden. Het halsschild is zwartbruin, net als de voorvleugels en het heeft vijf of zes regelmatige dwarslijntjes, waarvan de laatste soms vervaagd is. De kop en de pootjes zijn geheel geel van kleur. Tussen het verharde en het doorzichtige vliezige deel van de voorvleugels loopt een gele lijn. Aan het begin van de voorvleugels lopen regelmatige dwarslijnen die verder naar midden van de vleugels onregelmatiger worden. Op het middenstuk van de vleugels (het corium) zijn de dwarslijntjes golvend en worden ze onderbroken door een korte zwarte lijn bij de binnenhoek en een smalle, lange zwarte lijn aan de buitenkant.

## Leefwijze
Het zijn goede zwemmers en kunnen ook goed vliegen. De wants komt de winter door als volwassen wants en er is één generatie in het jaar. In gunstige omstandigheden kan er een tweede generatie zijn. De wantsen zijn omnivoor (alleseters) en leven in stilstaande zure wateren op zandgronden.

## Leefgebied
De soort komt in Nederland vrij algemeen voor in het oosten en is vrijwel afwezig in het westen. De wantsen komen voornamelijk voor in Europa.